# Пештич, Сергей Леонидович
Сергей Леонидович Пештич (8 (21) августа 1914, Оренбург — 24 ноября 1972, Ленинград) — советский историк, историограф. Доктор исторических наук, профессор Ленинградского университета. Участник Великой Отечественной войны.

## Биография
Родился 21 августа 1914 года (н.ст.) в г. Оренбурге в семье Леонида Андреевича Пештича — одного из крупных русских инженеров-нефтяников начала XX века. Предполагая продолжить профессию отца, Сергей Пештич окончил Грозненский нефтяной техникум и в 1933—1935 годах работал техником на строительстве нефтепровода. Однако уже в эти годы проявляется склонность С. Л. Пештича к гуманитарным наукам — он заканчивает вечерний ком-вуз и преподает в Гурьевском нефтяном техникуме политэкономию и историю партии. В 1936 году поступает на исторический факультет Ленинградского университета.
Старшая сестра С. Пештича Елена (р. 1912) и её муж Алексей Иванович Андиев (1908—1937) также окончили Грозненский нефтяной институт. Алексей Иванович служил главным инженером трубопроводной конторы треста «Грознефть», Елена работала промысловым геологом. В 1937 году у них родилась дочка Татьяна, но в этом же году отец Тани Алексей Иванович был арестован и расстрелян. Реабилитировали его лишь в 1957 году. В 1941 году мать Тани Елена Леонидовна пришла работать во ВНИГРИ, находившемся тогда в эвакуации в городе Гурьеве. В этом институте она защитила кандидатскую диссертацию, проработала там 32 года и ушла на пенсию в должности старшего научного сотрудника.
В 1940 году С. Пештич окончил университет, после чего был оставлен в аспирантуре и начал работу над кандидатской диссертацией. В начале 1941 года умер его научный руководитель М. Д. Присёлков, а летом началась война. Всю войну провёл в действующем Балтийском флоте. Однако даже война и блокада Ленинграда не помешали ему завершить работу над избранной темой. В сентябре 1944 года офицер Военно-Морского флота С. Л. Пештич защитил кандидатскую диссертацию «„История Российская" В. Н. Татищева как исторический источник». Эта работа по существу положила начало его труду по русской историографии XVIII века, защищённому им спустя двадцать лет уже в качестве докторской диссертации.
Являясь сотрудником Исторического отдела Главного штаба Военно-Морского флота, написал «Историю Военно-Морского флота Великой Отечественной войны советского народа». Подготовленная им «Библиография военно-морской истории второй мировой войны» вышла из печати в 1947 году.
В 1946 году вернулся в Ленинградский университет, где продолжил научную и преподавательскую работу. С февраля 1949 года — доцент университета. Читал курс историографии истории СССР, общий курс истории СССР периода феодализма, спецкурсы «Русская историография XVIII в.», «История в общественно-политической жизни России второй половины XVIII в.», «Историография русского летописания», вёл семинарские занятия.
Много работал в Архиве Военно-морского флота. Наряду с другими известными историками публиковал в «Морском сборнике» исследования о роли и значении этого флотского журнала в русском обществе.
Основным предметом его научных исследований была история развития исторических знаний в XVII и особенно в XVIII веке.
Скоропостижно скончался 24 ноября 1972 года.

## Сочинения
- О «договоре» Владимира с волжскими болгарами 1006 года // Исторические записки. М., 1946. Т. 18. С. 327—335.
- «Синопсис» как историческое произведение // Труды Отдела древнерусской литературы. — 1958. — Т. 15. — С. 284—298.  Архивная копия от 1 ноября 2012 на Wayback Machine
- О новом периоде в русской историографии и о так называемых официальных петровских летописцах // Труды Отдела древнерусской литературы. — 1960. — Т. 16. — С. 314—322.
- Русская историография XVIII века / С. Л. Пештич; Ленинградский государственный университет им. А. А. Жданова. — Л.: Изд-во ЛГУ, 1961—1971. — Ч. 1—3.
- Необходимое дополнение к новому изданию «Истории Российской» В. Н. Татищева (тт. I—VII. Изд. АН СССР, 1962—1968) // Проблемы истории феодальной России. — Л., 1971. — С. 215—222.
- Ценный источник по истории России времён Северной войны (О «Гистории Свейской войны») / С. Л. Пештич // Феодальная Россия во всемирно-историческом процессе. — М., 1972.

Учебные пособия
- Как писать дипломную работу: (Метод. пособие для студентов-заочников ист. фак. гос. ун-тов) / С. Л. Пештич, В. И. Саранкин; Под ред. В. В. Мавродина; Ленинградский ордена Ленина государственный университет им. А. А. Жданова. Отделение вечернего и заочного обучения. — Л.: Изд-во Ленингр. ун-та, 1965. — 48 с. — Библиогр.: с. 22-45.